# Louis Billotey
Louis-Léon-Eugène Billotey (Parigi, 30 novembre 1883 – Parigi, 14 giugno 1940) è stato un pittore francese.

## Biografia
Louis Billotey nacque nel X arrondissement di Parigi nel 1883, in una famiglia di pittori. Nel 1901 fu ammesso all'École nationale supérieure des beaux-arts e si perfezionò con Jules Joseph Lefebvre all'Académie Julian. Nel 1907 vinse il Prix de Rome (a pari merito con Emily Aubry) con la tela Virgilio contempla una scena rustica. Il premio gli consentì di trascorrere quattro anni a Villa Medici, studiando all'Accademia di Francia a Roma prima di proseguire con i suoi studi e viaggi ad Atene.
Nel 1913 la sua tela Les Cavaliers fu ben accolta al Salon des artistes français e dalla metà degli anni 1910 iniziò a insegnare all'Académie des Beaux-Arts di Valenciennes. Con lo scoppio della prima guerra mondiale, si arruolò in fanteria e combatté a Dinan prima di essere fatto prigioniero a Charleroi. Dopo la fine della Grande Guerra tornò a Parigi per insegnare all'école Elisa-Lemonnier e, come altri artisti dell'epoca, si dedicò al restauro di chiese danneggiate nel corso del conflitto nel Nord della Francia. Nel 1935 lo Stato francese acquistò la sua tela Ifigenia per il Musée National d'Art Moderne, mentre tra il 1936 e il 1937 realizzò il suo capolavoro, La tragedia, ispirato al dramma La guerra di Troia non si farà di Jean Giraudoux e presentato con successo all'Expo 1937; l'opera vinse il Grand Prix ed è esposta sulla scalinata principale del Théâtre de Chaillot.
Si suicidò nel suo studio del XVI arrondissement il giorno dopo l'ingresso delle truppe naziste a Parigi.

## Galleria d'immagini

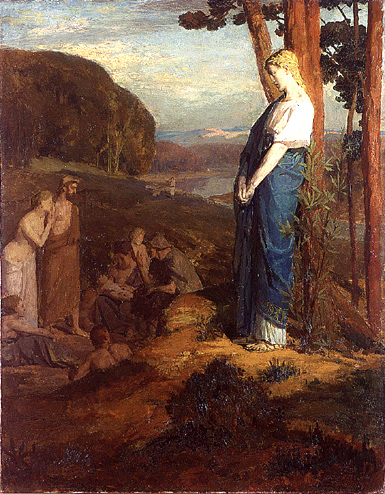
Virgilio contempla una scena rustica (1907)
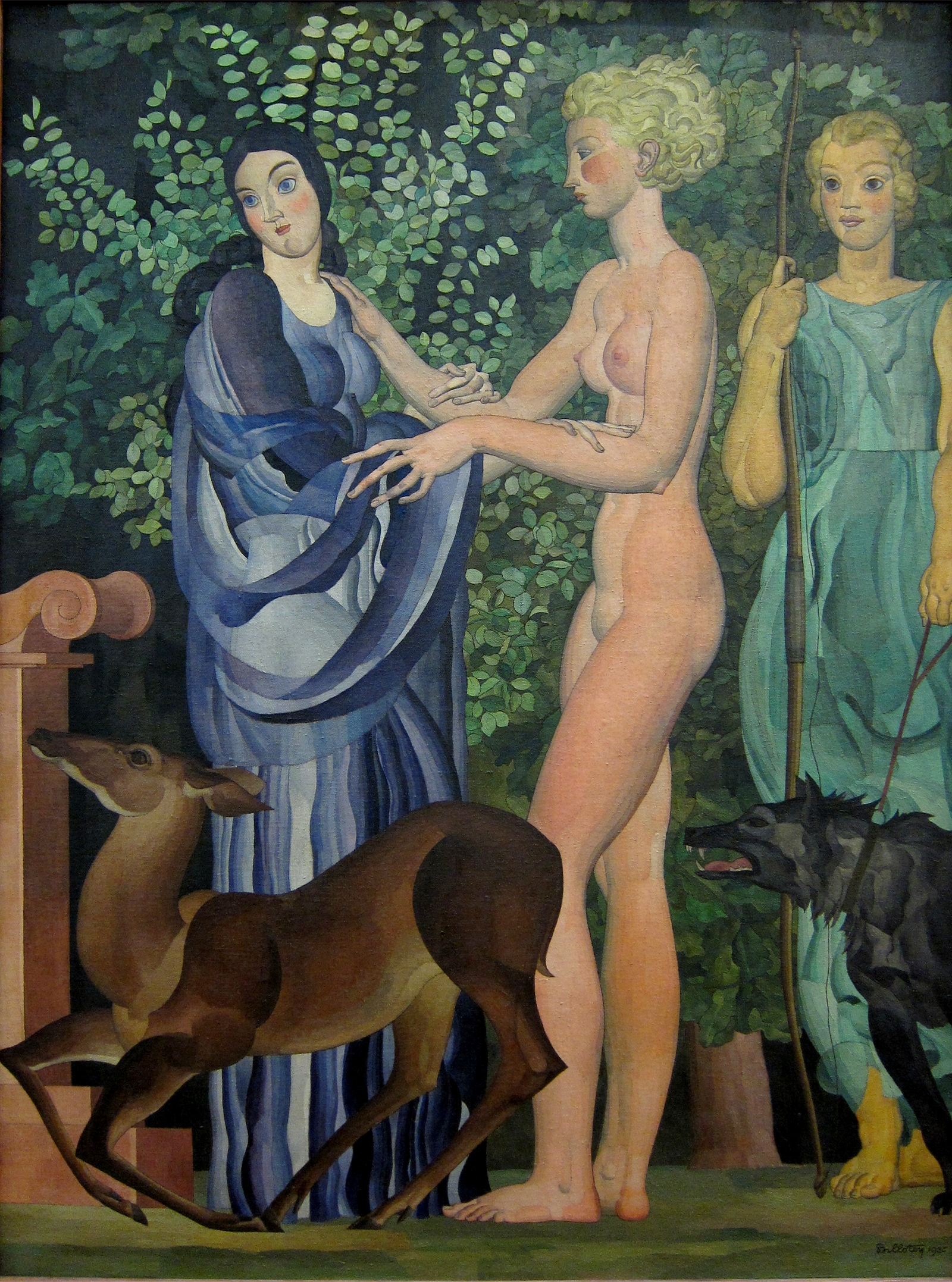
Ifigenia (1935)